# Киселёв, Николай Яковлевич
Никола́й Я́ковлевич Киселёв (6 [19] декабря 1913, село Богородское, Уфимская губерния — 27 октября 1974, Москва) — советский политрук, партизан отряда «Мститель» («Дяди Васи») в Беларуси, спасший жизнь 218 евреям из Долгиновского гетто, выведя их за линию фронта в августе — октябре 1942 года. Праведник народов мира (2005).

## Биография
Родился 6 (19) декабря 1913 года в селе Богородское в 20 км к северу от села Благовещенский завод (ныне город Благовещенск, Республики Башкортостан) в крестьянской семье.
В 1941 году окончил Институт внешней торговли в Москве и ушёл добровольцем на фронт. В должности политрука воевал в составе 29-й стрелковой дивизии 32-й армии, оказавшейся в окружении под Вязьмой. Попал в плен, бежал, вышел к подпольщикам в деревне Илье. В начале 1942 года вступил в отряд «Мститель» под командованием Василия Воронянского (Дядя Вася), который действовал в Вилейском районе Вилейской области.
Летом 1942 года получил задание обеспечить переход через линию фронта менее 300 уцелевших из 3000 еврейских жителей деревни Долгиново. После более чем 1500-километрового похода вывел через линию фронта 218 человек, большая часть из которых были старики, женщины и дети.
Воевал до 1944 года. После войны, в 1946 году, женился на Анне Ивановне Сиротковой (1923—1993), связной, которая пришла в партизанский отряд из Минского гетто и вместе с ним сопровождала группу евреев.
Жил и работал в Москве, в Министерстве внешней торговли, воспитывал дочь Татьяну (род. 1946) и сына от первого брака (его мать умерла в 1947 году в Майкопе) — Николая (1941—2016).
Умер 27 октября 1974 года. Похоронен на Востряковском кладбище в Москве.

### Подвиг
В 1941 году село Долгиново в Беларуси оказалось на территории, оккупированной немцами. В селе жило 3000 евреев.
Массовое уничтожение евреев началось сразу после оккупации Беларуси. К лету 1942 года в Долгиново в живых осталось 278 человек, в основном старики, женщины и дети — те, кто успел уйти в лес или сумел отсидеться в погребе. Белорусские крестьяне не могли укрывать их под страхом смерти.
У партизанского отряда «Мститель», к которому прибились уцелевшие евреи и где служил Киселёв, не было никакой возможности принять и содержать всех этих людей. Партизаны запросили командование в Москве и получили приказ вывести евреев через линию фронта. Выполнить задание поручили Николаю Киселёву. С ним пошло 270 человек, большая часть которых — старики, женщины и дети. Кроме Киселёва, группу сопровождали ещё 7 партизан.
Переход длился больше месяца, дважды отряд натыкался на немецкие засады, многие были ранены. После одного из столкновений недосчитались 50 человек, что с ними произошло — неизвестно. Двух раненых — пожилую женщину и мальчика — пришлось оставить в лесу, но они выжили.
Самой маленькой в группе была девочка Берта, которая часто плакала. По мере приближения к линии фронта это становилось всё более опасным. Во время одного из таких опасных моментов родители Берты пришли в такое состояние, что в отчаянии решили утопить девочку, чтобы спасти всю группу. Тогда Киселёв взял ребёнка на руки, успокоил её и нёс до конца похода на руках.
После более чем 1000-километрового перехода по оккупированной территории Киселёв вывел за линию фронта (через «Суражские ворота») 218 человек, после чего был арестован военной контрразведкой как дезертир. Однако спасённые им люди, в свою очередь, заступились за него, и Киселёва освободили. В Национальном архиве Беларуси хранится обращение спасённых евреев к секретарю ЦК ВКП(б) П. К. Пономаренко: «На всём протяжении пути, когда к нам явился тов. Киселёв, мы чувствовали его заботу и считаем его своим отцом и просим Вас представить его к правительственной награде».
О своём подвиге Киселёв практически никому не рассказывал. Документы о походе Киселёва обнаружила директор Музея истории и культуры евреев Беларуси кандидат исторических наук Инна Герасимова. В архиве Компартии Белоруссии она нашла так называемый «список Киселёва» — его рапорт о выполненном поручении, в котором были перечислены имена и фамилии спасённых. Об этом же документе писал белорусский историк Аркадий Лейзеров. Главным документом, который позволил подтвердить сделанное Киселёвым, стал найденный Инной Герасимовой в Национальном архиве Республики Беларусь приказ Белорусского штаба партизанского движения от 14 января 1943 года о награждении денежной премией (от 400 до 800 рублей) 8 партизан под руководством Киселёва Н. Я. за «вывод из немецкого тыла 210 еврейских семей».

## Награды и память

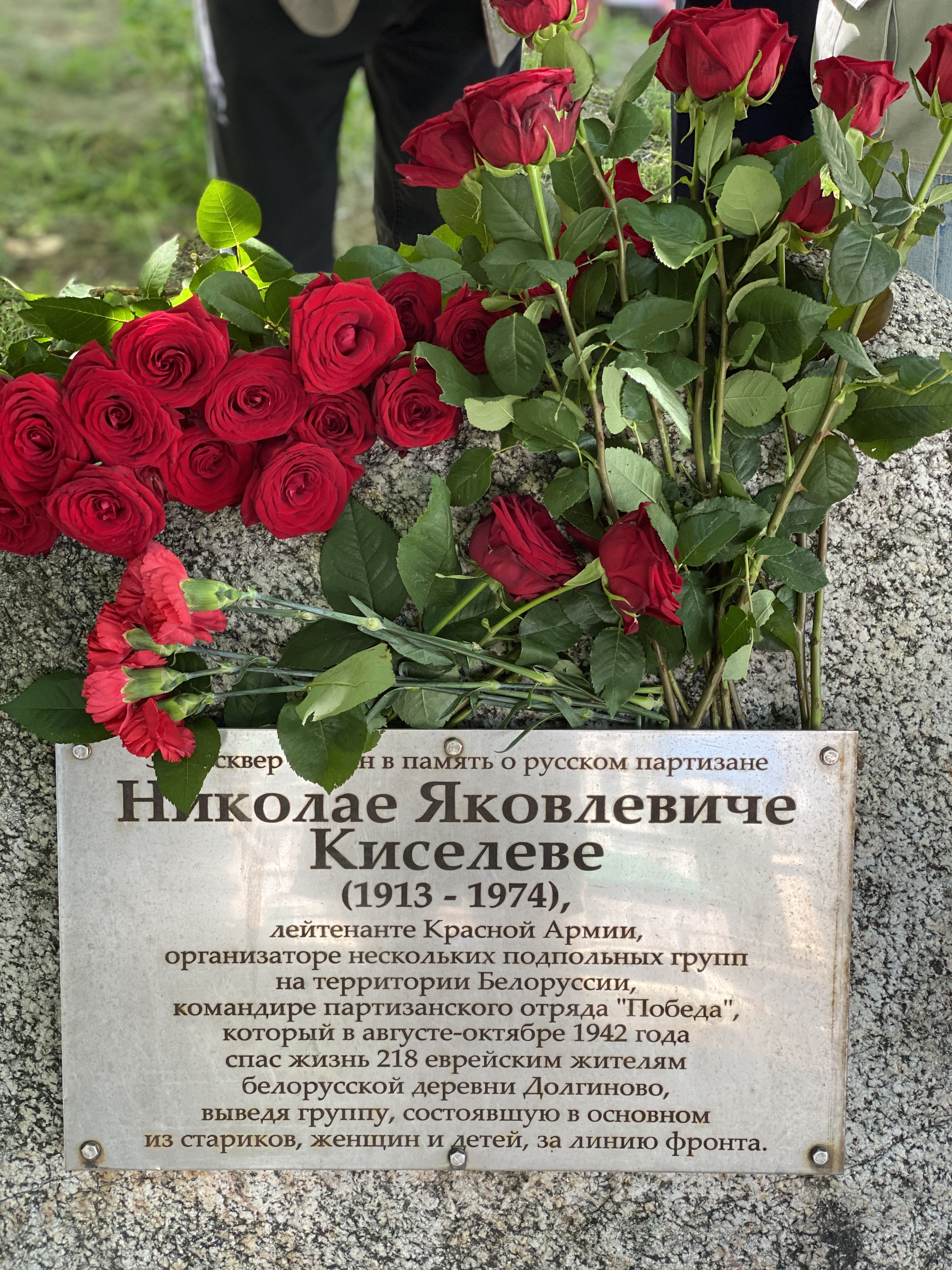
Мемориальный камень в сквере имени Николая Киселёва на Новом Арбате

Ещё во время войны Киселёв был представлен к званию Героя Советского Союза, но самолёт с документами был сбит, и Кисёлев не получил награды.
Был награждён медалью «Партизану Отечественной войны» I степени
В 2005 году израильским институтом Яд ва-Шем Киселёву было присвоено звание Праведник народов мира. Из 218 спасённых им людей к 2008 году в живых осталось 14 человек. Его память чтят более 2200 их потомков, которые ежегодно собираются в Тель-Авиве 5 июня, в день последнего расстрела Долгиновского гетто. Киселёва они сравнивают с Моисеем, выведшим из рабства еврейский народ.
О подвиге Киселёва в 2008 году был снят документальный фильм «Список Киселёва» (название дано по аналогии со «Списком Шиндлера»).
В деревне Долгиново именем Киселёва названа улица. 9 мая 2014 года именем Киселёва назван сквер, находящийся на московской улице Новый Арбат и до того бывший безымянным, а в начале сквера — возле дома № 7 по Новому Арбату — был заложен мемориальный камень в память о партизанском командире. 6 ноября 2015 года в городе Благовещенске (Республика Башкортостан) открыт памятник герою — в парке, носящем его имя близ средней образовательной школы № 5. В будущем одна из улиц Москвы должна будет получить его имя. На родине Киселева в селе Богородское в 2015 году его именем названа школа.
16 февраля 2023 года в прокат вышел фильм Сергея Урсуляка «Праведник» с Александром Яценко в главной роли о подвиге Николая Киселёва.